# Tallboy

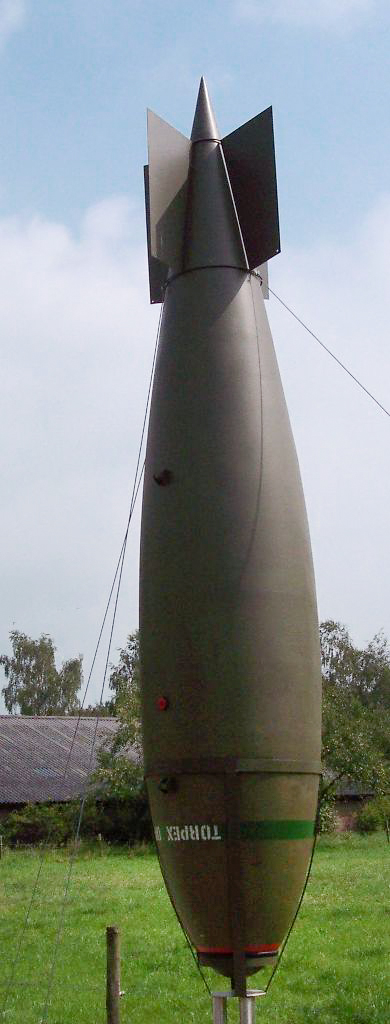
Bomba Tallboy

Tallboy (ang. wysoki chłopiec) – bomba lotnicza o masie 5340 kg używana w czasie II wojny światowej, mniejsza wersja najcięższej bomby lotniczej Grand Slam.

## Historia
Bomba została skonstruowana przez brytyjskiego inżyniera Barnesa Wallisa według opracowanego przez niego konceptu bomby earth quake. Rozmiary i masa bomby były tak duże, że mógł ją przenosić tylko jeden ciężki bombowiec – Avro Lancaster, dysponujący odpowiednio dużą komorą bombową. Po raz pierwszy użyta w czerwcu 1944 roku do niszczenia niemieckich schronów na terenie Francji. Zwłaszcza dotyczyło to schronów dla okrętów podwodnych w miejscowości Lorient, a także Brest i Saint-Nazaire. Licencję na produkcję bomb Tallboy zakupiły także Stany Zjednoczone. Na jej podstawie opracowano tam bombę kierowaną VB-13 Tarzon.
Do końca wojny dywizjon specjalnie przygotowanych bombowców Avro Lancaster zrzucił 854 takie bomby, m.in. zatapiając niemiecki pancernik „Tirpitz”. Niewybuch bomby tallboy znaleziono we wrześniu 2019 roku w Kanale Piastowskim w Świnoujściu. Została zneutralizowana przez Grupę Nurków Minerów z 12. Dywizjonu Trałowców w Świnoujściu podczas próby kontrolowanego procesu rozbrojenia (wykorzystując proces deflagracji, który przeszedł w detonację, co było możliwym przewidywanym scenariuszem.). Bomba została zrzucona prawdopodobnie podczas nalotu zakończonego zatopieniem krążownika „Lützow” w 1945 roku.

## Tallboy w kulturze
Niewybuch tego typu bomby występuje w filmie akcji John Rambo, pełniąc istotną rolę dla fabuły filmu, rozgrywającej się w birmańskiej dżungli.